# Cynthia Bendlin
Cynthia Bendlin es una activista contra el tráfico de personas.

## Carrera
En 2008 fue gerente de la campaña informativa contra el tráfico de personas de la Organización Internacional para las Migraciones en las fronteras de Argentina, Brasil y Paraguay. Ha dirigido seminarios sobre como combatir el tráfico de personas en Argentina, Brasil y Paraguay. Ella y su familia han recibido amenazas a causa de su lucha contra el tráfico de personas, viéndose obligada a mudarse.

## Reconocimientos
Recibió en 2008 el Premio Internacional a las Mujeres de Coraje. Durante la cena de premiación dijo: “Este [premio] no es por nosotros; es por todo eso por lo que estamos luchando.”
También recibió el premio Rubí del club internacional milenio soroptimista en 2013.